# 얀 로흐빌러
얀 로흐빌러(독일어: Jan Lochbihler, 1992년 3월 3일~)는 스위스의 사격 선수로 주 종목은 공기 소총이다. 2016년 하계 올림픽 남자 사격에 참가했으며 세계 선수권 대회에서 금메달 2개, 은메달 2개, 동메달 2개를 획득했다.